# Рандалл (Канзас)
Рандалл (англ. Randall) — місто (англ. city) в США, в окрузі Джуелл штату Канзас. Населення — 79 осіб (2020).

## Географія
Рандалл розташований за координатами 39°38′30″ пн. ш. 98°2′44″ зх. д. / 39.64167° пн. ш. 98.04556° зх. д. (39.641576, -98.045467).  За даними Бюро перепису населення США в 2010 році місто мало площу 0,47 км², уся площа — суходіл.

## Демографія
Згідно з переписом 2010 року, у місті мешкало 65 осіб у 34 домогосподарствах у складі 20 родин. Густота населення становила 140 осіб/км².  Було 65 помешкань (140/км²).
Расовий склад населення:
| - 96,9 % — білих - 1,5 % — чорних або афроамериканців |

До двох чи більше рас належало 1,5 %. Частка іспаномовних становила 3,1 % від усіх жителів.
За віковим діапазоном населення розподілялося таким чином: 16,9 % — особи молодші 18 років, 49,3 % — особи у віці 18—64 років, 33,8 % — особи у віці 65 років та старші. Медіана віку мешканця становила 57,8 року. На 100 осіб жіночої статі у місті припадало 75,7 чоловіків;  на 100 жінок у віці від 18 років та старших — 92,9 чоловіків також старших 18 років.
Середній дохід на одне домашнє господарство  становив 55 611 долар США (медіана — 41 346), а середній дохід на одну сім'ю — 53 909 доларів (медіана — 41 635). За межею бідності перебувало 6,7 % осіб, у тому числі 9,5 % дітей у віці до 18 років та 9,5 % осіб у віці 65 років та старших.
Цивільне працевлаштоване населення становило 33 особи. Основні галузі зайнятості: роздрібна торгівля — 30,3 %, освіта, охорона здоров'я та соціальна допомога — 30,3 %, сільське господарство, лісництво, риболовля — 21,2 %, фінанси, страхування та нерухомість — 12,1 %.